# Reserva d'elefants de Maputo
La Reserva Especial de Maputo (anteriorment coneguda com a Reserva d'elefants de Maputo) és una reserva natural de Moçambic. La reserva està situada a la badia de Maputo, a uns 100 quilòmetres al sud-est de la ciutat de Maputo a Moçambic. La Reserva és 77.400 hectàrees d'extensió i va ser proclamat originalment el 1932. La reserva finalment formarà part de l'Àrea de Conservació Transfronterera de Lubombo, que inclou els parcs nacionals de Sud-àfrica, Moçambic i Swazilàndia. De moment, forma part de l'Àrea de Conservació Transfronterera Usuthu-Tembe-Futian.